# Weltgebetstreffen
Das Weltgebetstreffen für den Frieden ist ein interreligiöses Treffen von hohen Geistlichen verschiedener Religionen in der italienischen Stadt Assisi, das zum ersten Mal am 27. Oktober 1986 auf Einladung Papst Johannes Pauls II. veranstaltet wurde. In den Jahren 1993, 2002, 2011 und 2016 folgten vier weitere. Die Weltgebetstreffen waren eine Folge der Erklärung Nostra Aetate des Zweiten Vatikanischen Konzils über die Haltung der Kirche zu den nichtchristlichen Religionen im Jahre 1965.

## Erstes Treffen am 27. Oktober 1986

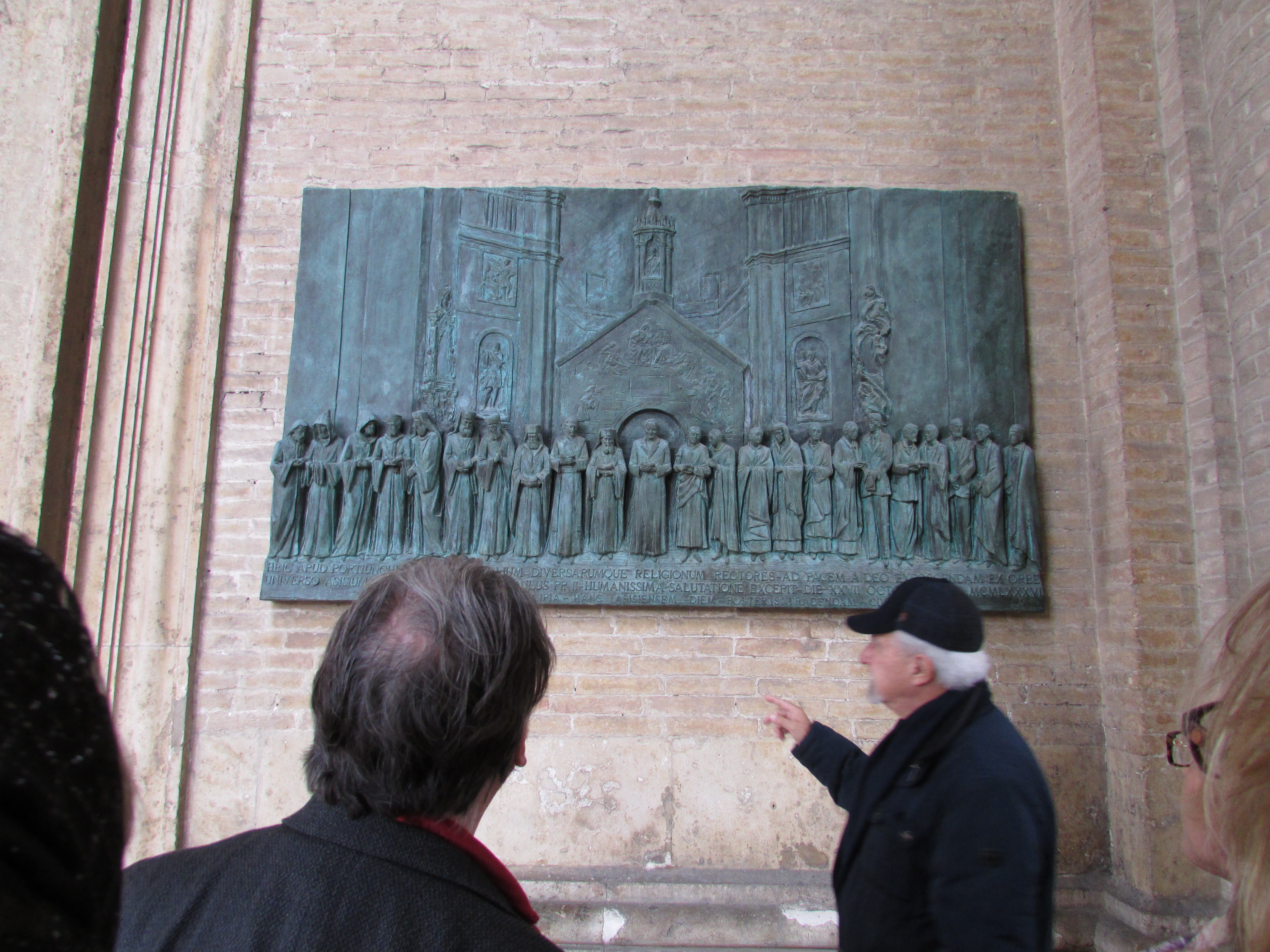
Tafel zur Erinnerung an das Weltgebetstreffen von 1986

Papst Johannes Paul II. kündigte am 25. Januar 1986 das Treffen in Sankt Paul vor den Mauern an, also genau am selben Ort und 25 Jahre nach der Ankündigung des Zweiten Vatikanischen Konzils durch Papst Johannes XXIII.
Am ersten Weltgebetstreffen 1986 nahmen insgesamt 150 Vertreter von 12 verschiedenen Gruppierungen teil. Darunter der Dalai Lama Tenzin Gyatso als Vertreter des tibetischen Buddhismus, Inamullah Khan (Islamischer Weltkongress), der römische Großrabbiner Elio Toaff (Juden in Rom), sowie Vertreter des Hinduismus, des Sikhismus und einige weitere religiöse Führer.

## Zweites Treffen 1993
Das zweite Friedensgebet von Assisi sollte der Abwendung des Balkankrieges dienen.

## Drittes Treffen am 24. Januar 2002
Bei dem als „Gebetstag für den Weltfrieden“ bezeichneten dritten Treffen nannte Papst Johannes Paul II. als Ziel der Veranstaltung, „durch die Verbreitung einer Spiritualität und Kultur des Friedens zum Frieden zu erziehen“. Auslöser für das Treffen waren die Anschläge vom 11. September 2001 und der darauf folgende Afghanistankrieg.
Insgesamt waren Vertreter von zwölf Religionen sowie 31 Kirchen anwesend, darunter der Patriarch von Konstantinopel Bartholomäus I. Zuvor fuhren die etwa 300 Vertreter mit einem Sonderzug der italienischen Eisenbahn vom Bahnhof der Vatikanstadt in das etwa 200 km entfernte Assisi. Bei einer gemeinsamen Feier hielten neun Kirchen- und Religionsführer Ansprachen, dann hielt jede Gemeinschaft ein eigenes Friedensgebet ab. Nach der Kritik von 1986, man vermenge die Religionen, wurde auf Gebet in Anwesenheit aller Teilnehmer verzichtet.
Gemeinsam verkündeten die Vertreter der Weltreligionen den sogenannten Dekalog von Assisi für den Frieden. In diesen zehn Punkten verpflichten sie sich, für Frieden, Ächtung der Gewalt im Namen Gottes oder der Religion einzutreten, die Bewahrung der Menschenwürde, den gegenseitigen Dialog, gegenseitige Vergebung und die Hoffnung auf Gerechtigkeit und Frieden einzutreten.

## Viertes Treffen am 27. Oktober 2011

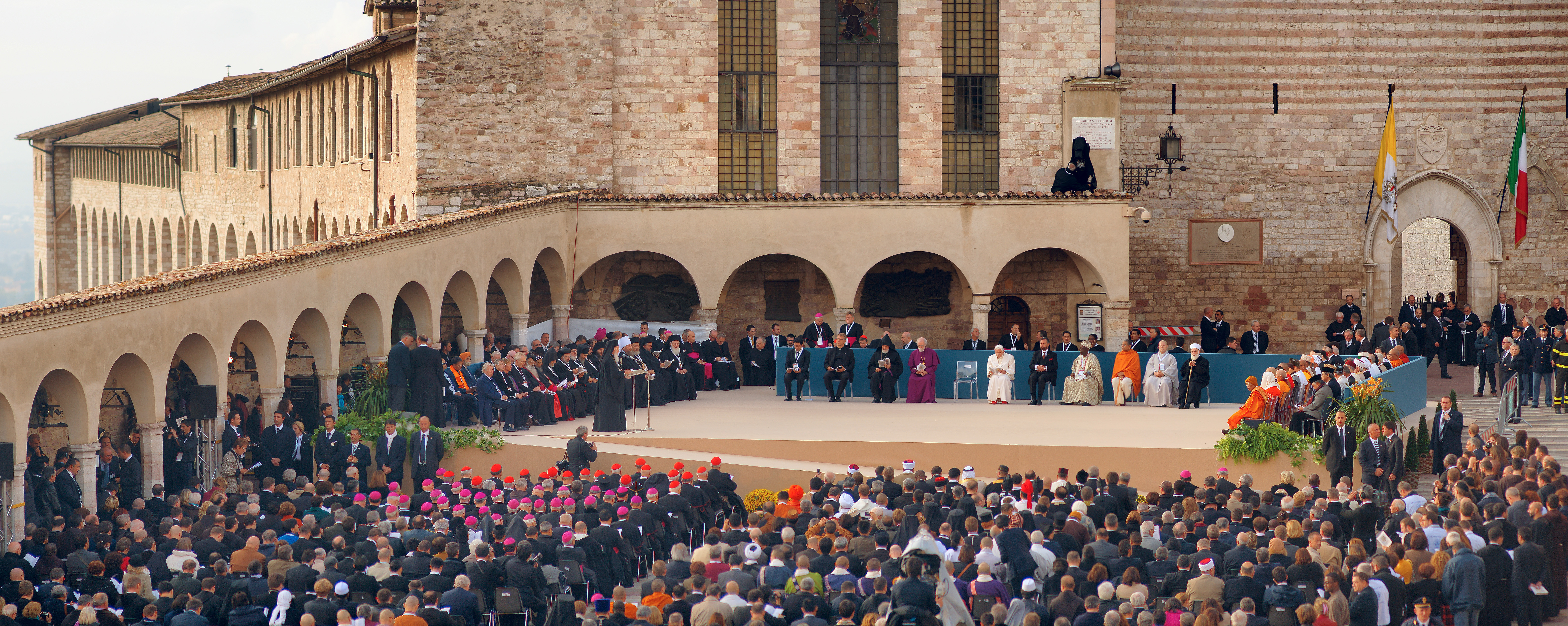
4. Interreligiöses Gebet für den Weltfrieden in Assisi am 27. Oktober 2011

Das Motto für das vierte Treffen lautete Tag der Reflexion, des Dialogs und des Gebets für Gerechtigkeit und Frieden in der Welt.
Im Vorfeld des Treffens begründete Papst Benedikt XVI. seine Einladung damit, durch seine Anwesenheit und Mitgestaltung eine „synkretistische oder relativistische Auslegung des Vorgangs unmöglich“ machen zu wollen und durch diese Geste die Inhalte der Erklärung über die Einzigkeit und die Heilsuniversalität Jesu Christi und der Kirche, Dominus Iesus nach außen zu vertreten. Auch beim vierten Treffen gab es kein gemeinsames Gebet der Kirchen und der anderen monotheistischen Religionen. Erstmals nahmen auch Nichtglaubende teil. Das Treffen endete mit einer gemeinsamen Verpflichtung für den Frieden.

## Fünftes Treffen im September 2016
Dreißig Jahre nach dem ersten Weltgebetstreffen lud Papst Franziskus erneut zu einem Treffen nach Assisi ein, an dem über 500 Delegierte aus mehr als zehn Religionsgemeinschaften teilnahmen.